# (32631) Majzoub
2001 RS74 (asteroide 32631) é um asteroide da cintura principal. Possui uma excentricidade de 0.07860770 e uma inclinação de 4.25460º.
Este asteroide foi descoberto no dia 10 de setembro de 2001 por LINEAR em Socorro.